# George Paston
Emily Morse Symonds (Norwich, 4 de septiembre de 1860-12 de septiembre de 1936), conocida por el seudónimo George Paston, fue una escritora y crítica literaria británica.

## Biografía
Symonds nació el 4 de septiembre de 1860, en la parroquia de St-Mary-in-the-Marsh, Sprowston, cerca de Norwich, Inglaterra. Era la sobrina de John Addington Symonds, el respetado poeta y crítico literario inglés. Durante su carrera como escritora se hizo amiga cercana de otro eminente crítico literario, Arnold Bennett.
Murió en su casa, poco después de cumplir setenta y seis años, de aparente insuficiencia cardíaca.

## Carrera profesional

### Novelas
Symonds dio su primer paso literario a los 31 años, cuando escribió de forma anónima un artículo breve, 'Cousins German', en la revista The Cornhill Magazine. Su primer libro, A Modern Amazon, en 1894, fue señalado por The Academy en el volumen 55 por tener "algo de ingenio y una razonable legibilidad".
Su última novela, A Writer of Books, se publicó en 1898. El libro trata de las barreras a las que se enfrentan las escritoras dentro de la industria editorial, que en ese entonces estaba dominada por los hombres. Estas dos obras, así como las cuatro que se encuentran entre las dos, llevaron a Symonds a ser descrita como "una escritora con un propósito". Este último libro es ampliamente considerado como el mejor de ella. La propia Symonds lo veía así, según su amigo Arnold Bennett: "Está a la mitad de [A Writer of Books], que dice que será su mejor obra". Trotter estaba de acuerdo con la autoevaluación de la autora, afirmando categóricamente que este libro es su mejor trabajo.

### Origen del seudónimo
Al escribir en una época en el que escribir y publicar libros era una industria dominada por los hombres, no era raro ver a una mujer como Symonds adoptar un seudónimo de género neutro o incluso masculino. The Academy señaló que Symonds fue "una de las muchas escritoras que han sucumbido a la misteriosa atracción del nombre 'George'". Se ha especulado que quizás ella asumió el seudónimo, al menos parcialmente, como un medio para "obtener una entrada sin reservas en la profesión". La elección particular del nombre de pila, George, se ha atribuido a una "atracción misteriosa" que encierra el nombre, al igual que George Eliot, el seudónimo de la afamada autora inglesa Mary Anne Evans. Otra famosa escritora que eligió a George por su seudónimo fue Amantine/Amandine Aurore Lucile Dupin, también conocida como George Sand.
A pesar de su adopción de un seudónimo masculino, no era ningún secreto que ella era, de hecho, mujer. The Academy llegó a cuestionar por qué incluso mantuvo la fachada. Lo atribuyeron simplemente a "un capricho".